# Longmans näbbval
Longmans näbbval (Indopacetus pacificus) är ett däggdjur i familjen näbbvalar (Ziphiidae) och den enda arten i sitt släkte.
Det vetenskapliga släktnamnet är sammansatt av de geografiska beteckningarna Indisk ocean och Pacifiken samt av det gammalgrekiska ordet ketos (val). Artepitetet är åter en hänvisning till Pacifiken.

## Beskrivning
Det finns bara få informationer om denna val. I början var den bara känd från två skallar som hittades 1882 vid Queensland, Australien respektive 1955 vid Somalias kustlinje. Zoologen H. A. Longman beskrev arten 1926 enligt det första fyndet. Under 1980-talet iakttogs några individer vid Seychellerna och 2002 strandade en fullständig individ i Japan, ytterligare en individ strandade 2003 i Filippinerna. På grund av alla fynd och iakttagelser antas att longmans näbbval lever i Indiska oceanen och centrala Stilla havet.
Valens storlek uppskattas med ungefär sju meter. Liksom andra näbbvalar har arten en långsträckt nos, en böjd hjässa, smala bröstfenor och en trekantig ryggfena som sitter långt bak på kroppen. På grund av magens innehåll till en av de strandade individerna antas att valen har främst bläckfiskar som föda. Kroppen har en brun till blågrå färg med ljusare sidor och ljusare huvud. Artens ryggfena är större än hos andra näbbvalar. Individerna bildar vanligen grupper med 10 till 100 medlemmar men ibland syns ensamma exemplar. Longmans näbbval hittar sin föda med hjälp av ekolokalisering.
Longmans näbbval var aldrig ett mål för valfångst, kanske hamnade några individer av misstag i fiskenät. Arten listades 2008 av IUCN med kunskapsbrist. I 2020 års rödlista listas den som livskraftig.